# Brasiliens Grand Prix 2007

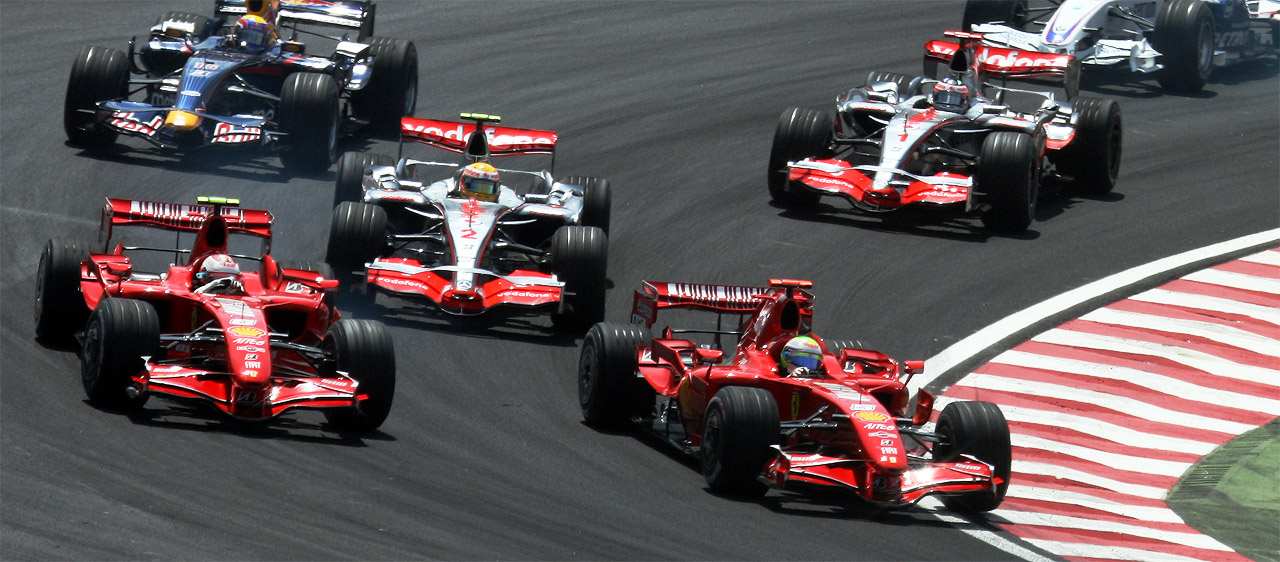
Bilarna vid ingången till första kurvan i Brasiliens Grand Prix 2007.

Brasiliens Grand Prix 2007 var det sista av 17 lopp ingående i formel 1-VM 2007.

## Rapport
Loppet kom att handla om vem som skulle vinna förarmästerskapet. Ställningen inför loppet var att Lewis Hamilton i McLaren hade 107 poäng, Fernando Alonso i McLaren 103 och Kimi Räikkönen i Ferrari 100.
I första startledet stod Felipe Massa i Ferrari och Hamilton och bakom dem Räikkönen och Alonso. Räikkönen gjorde en kanonstart och passerade Hamilton som strax efter bromsade sig av banan och föll ned till åttonde plats. På åttonde varvet fick Hamilton växellådeproblem och rasade ned till artonde plats men tog sig efter hand uppåt i fältet. Räikkönen gjorde ett bättre sista depåstopp än Massa och tog över ledningen. Alonso behöll tredjeplatsen och Hamilton nådde slutligen en sjunde plats. Detta resultat gav Räikkönen 110 poäng och Hamilton och Alonso 109 var.
Räikkönen blev världsmästare för första gången samtidigt som Ferrari tog hem konstruktörstiteln. Hamilton blev tvåa i förar-VM eftersom han hade en andraplats mer än Alonso.

## Resultat
1. Kimi Räikkönen, Ferrari, 10 poäng
2. Felipe Massa, Ferrari, 8
3. Fernando Alonso, McLaren-Mercedes, 6
4. Nico Rosberg, Williams-Toyota, 5
5. Robert Kubica, BMW, 4
6. Nick Heidfeld, BMW, 3
7. Lewis Hamilton, McLaren-Mercedes, 2
8. Jarno Trulli, Toyota, 1
9. David Coulthard, Red Bull-Renault
10. Kazuki Nakajima, Williams-Toyota
11. Ralf Schumacher, Toyota
12. Takuma Sato, Super Aguri-Honda
13. Vitantonio Liuzzi, Toro Rosso-Ferrari
14. Anthony Davidson, Super Aguri-Honda

### Förare som bröt loppet
- Adrian Sutil, Spyker-Ferrari, (varv 43, bromsar)
- Rubens Barrichello, Honda (40, motor)
- Heikki Kovalainen, Renault (35, olycka)
- Sebastian Vettel, Toro Rosso-Ferrari (34, hydraulik)
- Jenson Button, Honda (20, motor)
- Mark Webber, Red Bull-Renault (14, transmission)
- Sakon Yamamoto, Spyker-Ferrari (2, kollision)
- Giancarlo Fisichella, Renault (2, kollision)